# 野田又夫
野田 又夫（のだ またお、1910年12月10日 - 2004年4月22日）は、日本の哲学者。京都大学名誉教授、甲南女子大学名誉教授。

## 経歴
出生から修学期
1910年(明治3年)、大阪府で生まれた。旧制大阪府立高津中学校(大阪府立高津高等学校の前身)で学び、この時の同期生には森三樹三郎(大阪大学名誉教授)がいた。1927年(昭和2年)、同中学校を卒業し、旧制大阪高等学校へ進学。3年間を過ごしたのち、京都帝国大学文学部哲学科へ進学した。
大学では、旧制大阪高等学校時代から同窓の保田與重郎（日本浪曼派で知られる）らと共に雑誌を発行し、それを西田幾多郎に持っていくなどして西田と交流していた。野田が京都帝国大学に在学した時期は「京都学派」が興隆した時期であり、西洋哲学の研究評伝集・弘文堂「西哲叢書」で最年少の執筆者としてデカルトを担当した。
哲学者として
1933年、旧制大阪高等学校教授となった。1947年、母校の京都帝国大学文学部助教授となった。1958年、同教授に昇格。1974年に京都大学を定年退官し、その後は甲南女子大学教授として教鞭をとった。
2004年4月22日肺炎のため京都市内の自宅で死去。

## 受賞・栄典
- 1975年：紫綬褒章を受章。
- 1981年：叙勲二等、授瑞宝章。

## 研究内容・業績
専門は西洋哲学で、デカルト研究で知られている。ラッセル協会設立発起人の一人。国際的な哲学史の編集も手がけた。国際的に権威のあるアメリカの哲学雑誌『モニスト』(The Monist)の編集委員も長く務めた。
京都学派としての位置づけ
- 京都学派の西田幾多郎、田辺元、九鬼周造らのもとで学び、文献学に基づいた客観的、実証的な哲学研究を行い、岩波新書版『パスカル』『デカルト』は多数版を重ねている。西田幾多郎を源流とする京都学派の伝統を引き継ぎつつも転換し、新しい戦後の京都哲学の流れを作ったとされる[4]。
- 研究姿勢は、東洋思想を基点とする西田哲学などの京都学派とは異なり、デカルトやパスカルなどの近世から近代期の西洋哲学を厳密に理解し直すスタイルを貫き、哲学研究者を多く育成した。

## 著作
- 『デカルト』弘文堂書房(西哲叢書) 1937
- 『近代精神素描』筑摩書房 1947
- 『啓蒙思想とヒューマニズム』みすず書房 1948
- 『哲学入門』堀書店 1948
  - ミネルヴァ書房 1963
- 『西洋近世哲学史』弘文堂(アテネ文庫) 1950
- 『デカルトとその時代』弘文堂 1950
  - 再版 筑摩書房(筑摩叢書) 1971
- 『パスカル』岩波新書 1953
- 『人生と真実：哲学入門』河出新書 1955
- 『自由思想の歴史』河出新書 1956
- 『ルネサンスの思想家たち』岩波新書 1963
- 『西洋哲学史 ルネサンスから現代まで』ミネルヴァ書房(人文科学選書) 1965
  - 文庫化 ちくま学芸文庫 2017
- 『デカルト』岩波新書 1966
- 『哲学の三つの伝統』筑摩書房 1974
  - 紀伊国屋書店 1984
- 『西洋近世の思想家たち』岩波書店 1974
- 『ロック』(人類の知的遺産 36) 講談社 1985
- 『哲学の三つの伝統 他十二篇』岩波文庫 2013

著作集
- 『野田又夫著作集』（全5巻）白水社 1981-82

1. 『デカルト研究』
2. 『哲学論考』
3. 『思想史研究』 上
4. 『思想史研究』 下
5. 『随想』

### 訳書
- 『習慣論』フェリックス・ラヴェッソン著、岩波文庫 1938
- 『デカルト選集 第1巻 精神指導の規則』創元社 1939
  - 文庫化 岩波文庫 1974年
- 『デカルト』アラン著、桑原武夫共訳 筑摩書房 1944 
  - 改訂版 みすず書房 1971年
- 『自然法則の偶然性』エミール・ブートルー著、創元社 1945
- 『エリザベトへの手紙』デカルト著、弘文堂(アテネ文庫) 1949
- 『現代フランス思想の展望』ジャン・ラクロワ著、常俊宗三郎共訳 人文書院 1969
- 『方法序説・情念論』デカルト著、中公文庫 1974、新版 2019
  - 中公クラシックス 全2巻 2001-2002
- 『私の哲学の発展』バートランド・ラッセル著、みすず書房 1979
- 『永遠への欲望』フェルディナン・アルキエ著、布施佳宏共訳 以文社 1979
- 『科学と反科学』ジョン・パスモア（英語版）著、岩坪紹夫共訳 紀伊国屋書店 1981
- 『懐疑 近世哲学の源流』リチャード・H.ポプキン著、岩坪紹夫共訳 紀伊国屋書店 1981
- 『道徳哲学』D.D.ラファエル（英語版）著、伊藤邦武共訳 紀伊国屋書店 1984
- 『知識と想像の起源』ジェイコブ・ブロノフスキー著、土屋盛茂共訳 紀伊国屋書店 1989

Web上の関連テキスト
- 野田又夫「ラッセル氏についての閑談」
- 野田又夫「Ａ．ウッド(著)，碧海純一(訳)『バートランド・ラッセル：情熱の懐疑家』について」
- 野田又夫「現代の自由思想家：バートランド・ラッセル」